# Am Brahmetal
La communauté d'administration Am Brahmetal (Verwaltungsgemeinschaft Am Brahmetal), formée en 1995 sous sa forme actuelle, réunit huit communes de l'arrondissement de Greiz en Thuringe. Elle a son siège dans la commune de Großenstein.

## Géographie
La communauté regroupe 4 955 habitants en 2010 pour une superficie de 51,73 km2 (densité : 96 habitants/km2).
Elle est située dans le nord-est de l'arrondissement, à la limite avec l'arrondissement du Burgenland au nord (Saxe-Anhalt), l'arrondissement du Pays-d'Altenbourg à l'est, la ville de Ronneburg au sud et la ville de Gera à l'ouest.
Communes (population en 2010) : 
- Bethenhausen (262) ;
- Brahmenau (1 008) ;
- Großenstein (1 307) ;
- Hirschfeld (130) ;
- Korbußen (470) ;
- Pölzig (1 257) ;
- Reichstädt (375) ;
- Schwaara (146).

## Histoire
Le 2 mai 1991, la communauté d'administration Oberes Sprottetal était formée par les deux communes de Großenstein et Reischtädt. Le 3 février 1995, six autres communes les rejoignaient et formaient la communauté Am Brahmetal.

## Démographie
| 1995  | 2000  | 2005  | 2010  |
| ----- | ----- | ----- | ----- |
| 4 895 | 5 434 | 5 338 | 4 955 |